# Vila Nova de Santo André
Vila Nova de Santo Andre est une paroisse portugaise (fregueisia) faisant partie de la municipalité de Santiago do Cacém et du district de Setubal, dans la sous-région de l'Alentejo littoral, région Alentejo.
Elle compte 10 647 habitants (2011) et couvre une superficie de 75,11 km².
Il s'agit d'une ville nouvelle construite dans les années 1980, avant tout pour loger les travailleurs du complexe pétrolier de Sines situé à une dizaine de kilomètres. 
C'est, de toutes les paroisses de Santiago do Cacém, celle qui est la plus proche de la mer. Elle est entourée: à l'ouest par l'océan Atlantique; à l'est, par Santiago do Cacém et Santa Cruz; au nord par Melides;  et au sud, par Sines. 
La lagune de Santo André est un point stratégique pour le séjour, le passage et la nidification de nombreuses espèces d'oiseaux migrateurs. Une réserve naturelle des lagunes de Santo André et Sancha a été établie par l'État portugais par le décret réglementaire 10/2000 du 22 août  .

## Histoire
L'occupation du territoire  remonte à la période néolithique, comme l'attestent les matériaux archéologiques recueillis sur la place d'Areal. L'âge du bronze a également laissé des traces d'occupation à Casas Novas et Cerradinha, sur la rive est de la lagune de Santo André.
Les archéologues Joaquina Soares et Carlos Tavares da Silva ont identifié des sites romains dans la paroisse, tels que Figueirinha et Cascalheira.
La formation de Santo André est d'origine médiévale, due au Mandat de Santiago .
Outre le village de Santo André, la paroisse comprenait au XVIIIe siècle (1758) trois petits villages: Azinhal, avec 10 hameaux, Giz avec vingt hameaux et Brescos avec 24 hameaux.
Le tremblement de terre de 1755 a fortement touché la paroisse, notamment des maisons particulières, le presbytère et l'église, qui ne sera réparée qu'au tout début du XIXe siècle.
Vers 1855, des pêcheurs d'Ílhavo et leurs familles arrivent sur la côte de Santo André. Au recensement de 1863, il y avait 6 maisons abritant 18 personnes sur la plage de Santo André. Il y avait 9 hommes qui exerçant métier de pêcheur" rapporte le "Annaes do Município" de 1869. Ils ont construit des cabanes et des entrepôts de chaume et de roseaux et en raison de l'abondance de sardines dans la mer (en été) et d'autres poissons dans la lagune (en hiver) pratiquaient l'arte xávega. Selon la source précitée, la Mairie exerçait son autorité sur la lagune et la louait à des particuliers jusqu'en 1975, après quoi elle a été transférée à la direction du Cabinet du Domaine de Sines.
En 1957, deux restaurants ont ouvert parmi les cabanes et un groupe de population commence à occuper la dune primaire.
Dans l'après-midi du 9 janvier 1963, une vague géante a déferlé inopinément sur la lagune de Santo André, tuant 17 pêcheurs. À l'occasion du 50e anniversaire de la tragédie, le conseil paroissial de Santo André, avec le soutien de la municipalité de Santiago do Cacém, a rendu hommage aux pêcheurs et à leurs familles en érigeant un mémorial sur le site.
Afin de faire de la lagune de Santo André un lieu privilégié pour les amateurs de nature, la municipalité de Santiago do Cacém a procédé à l'évacuation de la dune primaire et du chaos urbain qui s'était aggravé dans les années 1970 sous la responsabilité du Cabinet du Domaine de Sines. Elle crée un nouveau lotissement destiné au relogement des familles qui vivaient jusqu'alors dans la dune.
Au milieu des années 1970, des centaines de familles attirées par les perspectives d'emploi offertes par le complexe industriel de Sines ont commencé à s'installer dans la paroisse, notamment dans la zone d'Areal, .
Durant des années, Santo André a souffert du manque d'infrastructures et d'équipements collectifs. Avec la suppression du Cabinet du Domaine de Sines, les autorités municipales ont commencé à améliorer le centre urbain dans une démarche de développement intégré. L'image positive induite par cette rénovation urbaine a attiré l'installation de nouveaux habitants.
L'actuelle Vila Nova de Santo André, qui n'est devenue chef-lieu de la paroisse qu'en 1991, ne correspond pas au village d'origine situé à 3 kilomètres de l'austère centre urbain créé dans les années 1970 dans une ancienne pinède. 
Créé de toutes pièces pour servir de ville-dortoir au complexe industriel de Sines et initialement conçue pour accueillir 100 000 habitants, cette ville nouvelle est en fait socioéconomiquement rattachée au bassin métropolitain de Sines.
L'ancienne colonie de peuplement est souvent appelée Aldeia de Santo André, rétroactivement et officieusement, pour éviter toute confusion.